# 1230
- Wikisource

| Calendário gregoriano                                                        | 1230 MCCXXX                                          |
| Ab urbe condita                                                              | 1983                                                 |
| Calendário arménio                                                           | 679 – 680                                            |
| Calendário bahá'í                                                            | -614 – -613                                          |
| Calendário budista                                                           | 1774                                                 |
| Calendário chinês                                                            | 3926 – 3927 Início a 16 de janeiro (aproximadamente) |
| Calendário copta                                                             | 946 – 947                                            |
| Calendário etíope                                                            | 1222 – 1223                                          |
| Calendários hindus - Vikram Samvat - Calendário nacional indiano - Cáli Iuga | 1285 – 1286 1151 – 1152 4330 – 4331                  |
| Calendário Holoceno                                                          | 11230                                                |
| Calendário islâmico                                                          | 627 – 628                                            |
| Calendário judaico                                                           | 4990 – 4991                                          |
| Calendário persa                                                             | 608 – 609                                            |
| Calendário rúnico                                                            | 1480                                                 |
| Calendário solar tailandês                                                   | 1773                                                 |

1230 (MCCXXX, na numeração romana) foi um ano comum do século XIII do Calendário Juliano, da Era de Cristo, e a sua letra dominical foi F (52 semanas), teve início a uma terça-feira e terminou também a uma terça-feira.
No reino de Portugal estava em vigor, havia 1268 anos, a Era de César.
| Ano completo                       |
| ---------------------------------- |
| Ano comum com início à terça-feira |

## Eventos
- Dezembro: assinada a Concórdia de Benavente.
- Fernando III de Castela torna-se rei de Leão.
- Fundação do Império do Mali na África Ocidental.

## Nascimentos
- Lourenço Martins do Amaral, Senhor da Quinta do Amaral e de Bodiosa.
- Luís de Brienne foi visconde de Beaumont.
- Madragana Ben Aloandro, amante do rei D. Afonso III de Portugal, de quem teve vários filhos e que por essa via é ascendente de várias das famílias reais europeias.
- João Fernandes de Castro, Senhor de Castelo de Fornelos.
- Fernão Gomes Barreto, alcaide do Castelo de Leiria.
- Fernando Rodrigues de Saldanha, foi em Portugal Senhor de Saldanha.
- Blasco Fortun de Ávila, Senhor da cidade de Ávila, m. 1262.

## Mortes
- 23 de setembro - Afonso IX de Leão.
- 23 de dezembro - Berengária de Navarra, Rainha Consorte de Inglaterra entre 1191 e 1199 (n. 1165).
- D. Teresa Sanches, infanta de Portugal, (n. 1205).
- Pérotin,foi um compositor nascido na França, que fez parte da Escola de Notre-Dame.. (n.1160)